# Hanan Al Hroub
Hanan Al Hroub (nacida en el Dheisheh, Belén, 6 de marzo de 1972) es una profesora palestina que trabaja con niños expuestos a la violencia. En 2016 fue reconocida con el Premio Global a la Enseñanza de la Fundación Varkey.

### Vida
Al Hroub creció en Dheisheh, un campo de refugiados a las afueras de Belén, y cursó sus primeros estudios en una escuela primaria para niñas establecida por la UNRWA, la Agencia de Naciones Unidas para los Refugiados de Palestina en Oriente Próximo. Una tarde luego de contraer matrimonio, durante la Segunda Intifada, su esposo acudió a recoger a los hijos a la escuela y en el camino a casa se desató un tiroteo en el que recibió varios disparos. Los niños fueron testigos de la escena y a raíz del incidente desarrollaron un trauma psicológico que les hizo temerosos de asistir a clases y comenzaron a reflejarlo en su rendimiento escolar.
Tras comprobar que las escuelas locales no contaban con docentes capacitados para ayudar en la rehabilitación de otros niños en situaciones similares, Al Hroub decidió abandonar sus estudios en la Universidad Abierta de Al-Quds para especializarse en educación primaria. Con el tiempo, desarrolló un método que promueve el desarrollo de relaciones afectivas basadas en el respeto, la confianza, y que descarta la violencia en todas las facetas de vida del estudiante, mismo que popularizó en su libro We Play, We Learn (en español: Jugamos, Aprendemos).

### Premio Global de Educación
A comienzos de 2016, la Fundación Varkey anunció que Hanan Al Hroub, para entonces instructora de segundo grado en la Escuela Secundaria Samiha Jalil de Al Bireh, un suburbio de Ramala, era uno de los diez candidatos al Premio Global de Educación, un reconocimiento al mejor docente internacional que incluye una bonificación anual de cien mil dólares estadounidenses a lo largo de una década. El resto de los profesores finalistas provenía de Australia, Estados Unidos, Finlandia, Japón, Kenia, Pakistán, Reino Unido y la India.
Tras las deliberaciones, Al Hroub fue declarada ganadora en un mensaje grabado por el Papa Francisco y difundido en una ceremonia de gala celebrada el 13 de marzo de 2016 en Dubái, Emiratos Árabes Unidos. Como invitados de honor, asistieron el ex primer ministro británico Tony Blair, el jeque emiratí Mohamed bin Rashid Al Maktum, la actriz Salma Hayek, el actor Matthew McConaughey y Guillermo de Cambridge.
En su discurso de agradecimiento, Al Hroub expresó su deseo de invertir el dinero recibido en ayudar a desarrollar académica y profesionalmente a los profesores y estudiantes de todo el mundo.